# Kalabhra-dinasztia
A Kalabhra-dinasztia (tamilul: களப்பிரர் Kalappirar) az egész ősi Tamil ország felett uralkodott a 3. és a 7. századok közötti időszakban, amit a Dél-Indiai történelem Kalabhra interregnumának neveznek. A Kalabhrák valószínűleg dzsainisták voltak, egy lázadás keretében magukhoz ragadták a hatalmat a korai Csola, korai Pandia, Cséra dinasztiák királyságaiban. A Kalabhrák véget vetettek a Brahmanadéja jogoknak, amit a brahmanoknak biztosítottak számos dél-indiai faluban.
Ismereteink a Kalabhrák származásáról és uralkodásukról hiányosak. Nem hagytak hátra műalkotásokat, sem emlékműveket, és az információk kizárólagos forrása néhány elszórt említés a Szangam-kori irodalomban, Buddhista és dzsainista szövegekben. A Kalabhrákat végül a Pallavák, Pandiák és a Badami Csálukják közös erővel győzték le.

## Behatárolásuk
A Kalabhrák behatárolása nehéz. Ennek a törzsnek vezérei szerepelnak a Szangam-kori irodalomban, mint a Pavattiri Tiraijan, és a Vengadami Pulli. Romila Thapar azt állította, hogy bizonyított a Kalabhrák Karnatakai származása. A harmadik századi politikai események, azaz a Szatavahana birodalom bukása és a Pallavák felemelkedése politikai zűrzavart okozott Tondaimandalamban. Kalavár ekkor hagyta el addigi lakhelyét Tirupati közelében. P. T. Srínivásza Iyengar a Tamil Kalappalar klánnal azonosítja őket.

## Irodalmi bizonyítékok
Az Uraiyuri (Tiruccsirápalli) Csolák történelme rendkívül homályos a 4. századtól a 9-ig, főleg a Kalabhrák általi megszállás miatt. Buddhadatta, a nagy páli író, Uraiyuri volt. Azt állítja, hogy a Kalabharakulai Ácsjutavikranta csola király kortársa volt, aki Kaveripattinamból (Puhar) uralkodott. Buddhista volt. A Tamil irodalmi hagyomány arra utal, hogy létezett egy Ácsjuta nevű személy, aki fogságban tartotta a Cséra, Csola és Pandyi uralkodókat. Ha feltételezzük, hogy Buddhadatta Buddhaghosha kortársa volt, akkor Ácsjuta az 5 században élhetett. Így a Sangam kor (i. e. 3. sz. - i. sz. 4. sz.) után, a Csola királyok a Kalabhrák árnyékába kényszerültek homályba, akik megzavarták a békés politikai körülményeket a tamil országban.

## A népszerűtlenség okai
A Kalabhrák a tamil országot uralva megzavarták az uralkodó rendet. A velvikudi feliratok, melyek Nedundzsadaijan (kb. 765 – kb. 815) uralkodásának harmadik évéből származnak, azt állítják, hogy pandia uralkodó, Mudukudumi Peruvaludi, Velvikudi falut mint brahmadéját adományozta (ajándék a brahminoknak). Hosszú ideig élvezték ezt a kiváltságot. Aztán egy Kalabhran nevű Káli király vette birtokba a széles környéket, elűzve számtalan nagy királyt.

## Az irodalom támogatói
A Kalabhrák korát a Buddhizmus felemelkedése jellemezte, és valószínűleg a dzsainizmusé is. Ezt jelentős tamil nyelvű irodalmi tevékenység jellemezte. A "Tizennyolc kisebb mű" címszó alá csoportosított írások java része ebben a korszakban keletkezett, csakúgy, mint a Cilappadhikaram, Manimekalai és egyéb művek. Sok szerzőt az "eretnek" szektákhoz tartozónak (vagyis a buddhistának és dzsainistának) minősítettek. Azonban a nagy Tamil lexikomíró, Vaijapuri Pillai, későbbi dátumokhoz sorolja ezen művek java részét. Ez az elmélet aláásná a Kalabhrák és a "Tizennyolc kisebb mű" közti kapcsoltot.

## Vallás
Ismert, hogy a Kalabhrák támogatták a hinduizmust, buddhizmust és a dzsainizmust.
A kései Kalabrák úgy tűnik saivisták voltak és vaisnavisták. F. E. Hardy tudós a palota szertartását visszavezette egy Visnu vagy Majon (Krisna tamil neve) templomi szabályra. Alice Justina Thinakaran tudós azt írta, hogy valószínűleg saivista hinduk, dzsainisták vagy buddhisták voltak.
Ismertek voltak a hindu isten, Szkanda vagy Szubramanja (hindu hadisten) pártfogásáról. Képmását ábrázolták ötödik századi érméiken, különösképpen a Kaveripumpapattinam uralkodók.
Ácsjuta király Vaisznava Tirumalt imádta, és néhány tudós ebből arra következtetett, hogy a Kalabhrák hinduk voltak.

## A Kalabhrák bukása
A Kalabhrák uralmát Dél-Indiában a Pandiák, Csálukják és Pallavák közös ellentámadása törte meg. Más hivatkozások is vannak a Kalabhrákra a Pallava és Csálukja feliratokban. A Pallava Szimhavisnu és a pandia Kadungon igázták le az országot.

## Lásd még
- India történelme

## Egyéb források
- The Kalabhras in the Pandiya Country and Their Impact on the Life and Letters There, M. Arunachalam, University of Madras, 1979[7]

## Fordítás
- Ez a szócikk részben vagy egészben  a   Kalabhra dynasty című angol Wikipédia-szócikk ezen változatának fordításán alapul.  Az eredeti cikk szerkesztőit annak laptörténete sorolja fel. Ez a jelzés csupán a megfogalmazás eredetét és a szerzői jogokat jelzi, nem szolgál a cikkben szereplő információk forrásmegjelöléseként.